# Jaime Zatarain
Jaime Zatarain (Santander, 1977) es un actor español conocido por sus papeles en la serie original de Netflix Intimidad  y en La cocinera de Castamar de Antena 3.

## Biografía
En 1995 se traslada a Madrid para estudiar la carrera de Periodismo, pero siempre tuvo claro que quería ser actor. Así, durante unos años compagina la universidad con sus clases de interpretación, danza y canto en la escuela de Cristina Rota.
Pocos años después comienza una amplia trayectoria profesional en la que alterna teatro musical y teatro de texto en Madrid, hasta que en 2008 es becado por la prestigiosa escuela neoyorquina The American Musical and Darmatic Academy (AMDA), y decide mudarse allí durante 3 años. Paint your Wagon (Off-Broadway) y Man of La Mancha (Ithaca, Nueva York) son algunos de los musicales de los que formó parte.
En Madrid, algunas de las obras más importantes de su carrera han sido Perfectos Desconocidos con dirección de Daniel Gúzman, el musical Más de 100 Mentiras de David Serrano, Priscilla, reina del desierto dirigido por Dean Bryant, The Wedding Singer dirigido por John Rando (Tony Award Winner), Un dios salvaje dirigido por Paco Montes o el musical Mamma Mia! entre otros.
En 2012, coincidiendo con su vuelta de Nueva York y siempre en continua formación con maestros como Juan Carlos Corazza o Claudio Tolcachir, empieza a enfocarse más en el ámbito audiovisual, formando parte de series como Frágiles o Dreamland. Va ampliando su experiencia en series como Ella es tu padre o El Ministerio del Tiempo, y más recientemente Vergüenza de Movistar+ y La valla de Atresmedia y Netflix. También participa en películas como El reino dirigida por Rodrigo Sorogoyen y Hasta el cielo de Daniel Calparsoro.
Sus últimos trabajos en televisión han sido la serie La cocinera de Castamar de Antena 3, Intimidad y Hasta el cielo, ambas de Netflix, Rapa de Movistar+ y Amar es para siempre de Antena 3.

## Filmografía

### Cine
- Hasta el cielo, Dir. Daniel Calparsoro
- El reino, Dir. Rodrigo Sorogoyen

### Televisión
| Año         | Serie                    | Canal          | Personaje              | Notas        |
| ----------- | ------------------------ | -------------- | ---------------------- | ------------ |
| 2012        | Frágiles                 | Telecinco      |                        | 1 episodio   |
| 2014        | Dreamland                | Cuatro         | Eloy                   | 8 episodios  |
| 2016        | El Ministerio del Tiempo | La 1           | Enfermero Ramón        | 1 episodio   |
| 2017 - 2018 | Ella es tu padre         | Telecinco      |                        | 3 episodios  |
| 2018        | Vergüenza                | Movistar Plus+ | Guillermo              | 5 episodios  |
| 2020        | La valla                 | Antena 3       | Luis Covarrubias joven | 2 episodios  |
| 2021        | La cocinera de Castamar  | Antena 3       | Alfredo                | 9 episodios  |
| 2021        | Amar es para siempre     | Antena 3       | Sergio Valdecasas      | 42 episodios |
| 2021        | Historias para no dormir | Prime Video    | Telmo                  | 1 episodio   |
| 2022        | Intimidad                | Netflix        | Kepa                   | 8 episodios  |
| 2023        | Rapa                     | Movistar Plus+ | Iván                   | 4 episodios  |
| 2024        | Nos vemos en otra vida   | Disney+        | Jabois                 | 3 episodios  |
| 2024        | Ángela                   | Antena 3       | Eduardo "Edu" Silva    | 6 episodios  |
| 2024        | Desde el mañana          | Disney+        | David Velasco          | 8 episodios  |
| 2024        | Invisible                | Disney+        | Luis                   | 4 episodios  |
| 2025        | La Favorita 1922         | Telecinco      | Valerio Fontecha       | 2 episodios  |